# Італійський готель (Валлетта)
Італійський готель (мальтійська: Berġa tal-Italja, італійська: Albergo d'Italia) — готель у Валлетті, побудований наприкінці 16 століття для розміщення лицарів ордену Святого Іоанна. Розташований навпроти церкви святої Катерини.

## Історія
Немає документації, яка б зафіксувала початок будівництва готелю. Вважають, що роботи розпочалися в 1574 році, а відкрили готель у вересні 1579 року. Коли перший поверх було завершено, будівництво решти будівлі було припинено, але незабаром стало зрозуміло, що будівля занадто мала. 25 серпня 1582 року було прийнято рішення про будівництво другого поверху. Майстер Джой Андреа Фарругія відповідав за будівництво, але він помер до завершення проекту. Будівництво тривало впродовж 1580-х років, і було завершено близько 1595 року. Крім Кассара та Фарругії, за будівництво готелю відповідали ще кілька архітекторів та майстрів-масонів, у тому числі інженер Франческо Антріні.
Деякі ремонти було виконані у 1604 році Алессандро Стафрасе, після того як в частині головного залу з'явились тріщини. Готель мав вхід з боку Південної вулиці, але згодом його перекрили. Історик Джованні Бонелло припускає, що це був головний вхід до готелю, хоча, можливо, це був просто бічний вхід. У 1649–50 роках під кімнатою адмірала було збудовано антресоль. У 1654 році велика кімната в задній частині будівлі була перетворена на чотири магазини.
У 1680 році розпочався капітальний ремонт готелю в стилі бароко. Фасад був перероблений Медеріко Блонделем, а третій поверх був збудований коштом великого майстра Грегоріо Карафа. Над головним входом було додано багато прикрашений елемент з бюстом Карафи. Фасад був декорований мрамором.
Будівля виконувала своє призначення до 1798 року, поки не почалася французька окупація Мальти. Мальта стала штабом французької армії. Після того, як острів взяли англійці, будівля перейшла до командування британського армійського корпусу. Тут також розміщувався офіцерський штаб]. У 1920 році в частині будівлі почав діяти археологічний музей, заснований Фемістоклом Заммітом.

## Французька окупація та панування англійців
Орден Святого Іоанна був висланий з Мальти з французьким вторгненням і окупацією в 1798 році. Будучи розташованим навпроти резиденції Наполеона в Палаццо Парисіо, готель був перетворений на штаб французького командування. Після того як Мальта підпала під владу Британії в 1800 році, готель використовували як військова, так і цивільна адміністрації. У 1888 році цокольний поверх був використаний для зберігання нотаріальних архівів, а верхній поверх займав відділ праці. Готель був перетворений на Громадянський арсенал. Плани на встановлення протестантської каплиці були відхилені. У цей момент цокольний поверх використовувався урядовою командою, а верхній поверх використовувався королівськими інженерами. Пізніше він служив штабом корпусу до 1920-х років. На початку 19 століття хімік Джон Дейві, який перебував на Мальті з армійським медичним персоналом, створив у готелі громадський диспансер для лікування бідних і став відомим як Готель бідноти. Потім там знаходилась урядова поліклініка. У 1922 році Національний музей був перенесений з Палаццо Хари до італійського готелю. Музеєм керував сер Фемістокл Замміт. В музеї були зали археології, історії, мистецтва, природничої історії та мінералогії. Музей закрили під час Другої світової війни. 7 квітня 1942 року будівля була пошкоджена під час авіанальоту. Частина фасаду була знищена повітряними обстрілами, а природознавча колекція зазнала серйозної шкоди, оскільки знаходилась у частині будівлі, яка постраждала. Після закінчення війни пошкоджені частини готелю були реконструйовані, музей було відкрито, а в частині будівлі знаходилась Школу мистецтв.
У 1954 році будівля була перетворена на тимчасову будівлю суду до того, як через напівзруйнований стансуди повинні були звільнити пошкоджений війною готель.

## Незалежна Мальта
У січні 1971 року Вищі судові інстанції та Школа мистецтв звільнили будівлю після переїзду в новий будинок, який був побудований на місці готелю. Будівлю в серпні того ж року її віднесли до відділу поштового зв'язку та телефонії. Після масштабних оновлень 4 липня 1973 рок уготель відкрився як Генеральне поштове відділення, поки не відкрився новий комплекс у Марсі в жовтні 1997 року. Готель також використовувався управлінням води та електроенергії, сільськогосподарським управлінням та центральним управлінням статистики.

## Опис будівлі
Спочатку Італійський готель був побудований у стилі маньєризм, але будівля набула переважно барокового характеру через оновлення 1680-х років. Будівля має прямокутний план, його кімнати побудовані навколо центрального подвір'я, макет типовий для італійського ренесансного палацци та інших будівель Кассара у Валлетті. У дворі міститься тріумфальна арка, яку, як вважають, спроєктував Романо Карапекхія.
Готель має симетричний фасад із багато прикрашеною бароковою центральною частиною над головним входом, що містить бронзовий бюст Карафи та його герб разом із мармуровим трофейним гербом та латинським написом.
Вважається, що центральну частину побудував архітектор Медеріко Блондель на основі дизайну Маттіа Преті. Головний вхід та кути будівлі рустували. Кожен з трьох поверхів містить набір із шести вікон, а по фасаду між першим та другим поверхами проходить карниз.

## Сьогодення
Після війни готель був відновлений і з березня 1956 року тут розміщувалася Школа образотворчих мистецтв. У сімдесяті та вісімдесяті роки будівлю використовували різні мальтійські адміністративні одиниці. У 1997 році було прийнято рішення про перетворення готелю на офіси Міністерства туризму та Управління туризму на Мальті. Будівлю було реконструйовано та відновлено, і Міністерство переїхало до будівлі 18 березня 2002 року. Управління туризму на Мальті переїхало 1 березня того ж року. З того часу Міністерство туризму переїхало до нових приміщень у 233, вулиця Республіка, Валлетта.
Це один із проєктів щодо звання Валетти Європейською столицею культури 2018 року. Орган туризму на Мальті повинен був переїхати з готелю до приміщень у Смарті-Сіті протягом листопада 2016 року, але переїзд затримався до лютого 2017 року. Фасад готелю був відновлений з кінця 2015 року по липень 2016 року. За цей час було відновлено бюст Карафи та інтер'єр будівлі.
Будівля була є національним пам'ятником 1 класу, включена до списку старожитностей 1925 року разом з іншими готелями у Валлетті. Також він занесений до Національної інвентаризації культурних цінностей Мальтійських островів.
Будівля внесена до Національного кадастру списку культурних цінностей Мальтійських островів під номером 01129.

## Пам'ятні монети
Італійський готель був зображений на двох пам'ятних монетах, викарбуваних у 2010 році Центральним банком Мальти. На монетах зображено центральну частину фасаду будівлі на реверсі, а герб Мальти — на аверсі.